# Infanterie Beveiligingscompagnie RvH

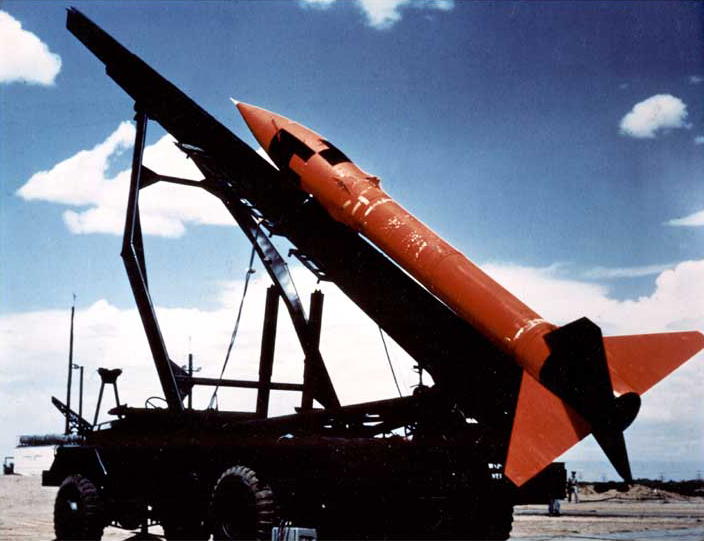
Honest John-wapensysteem

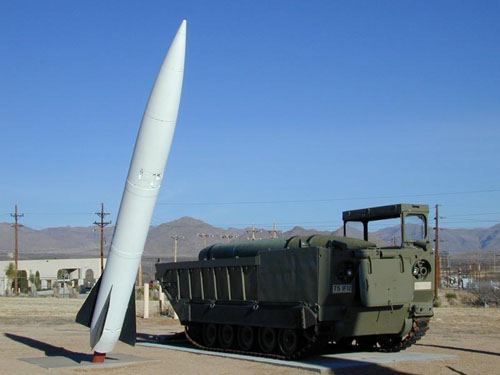
Lance-wapensysteem

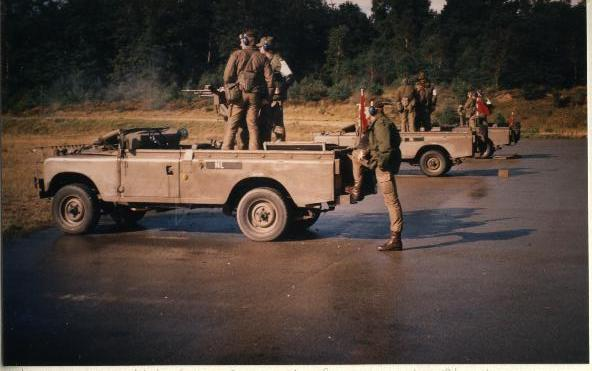
Landrover + MAG

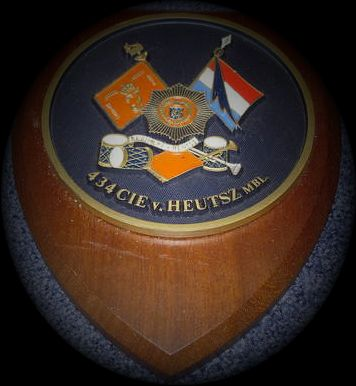
Schildje 434 InfBevCie Mobiel Regiment van Heutsz

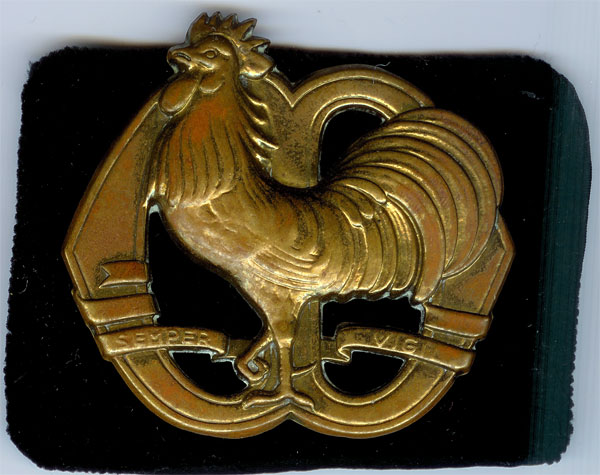
Het oude baretembleem met de kemphaan

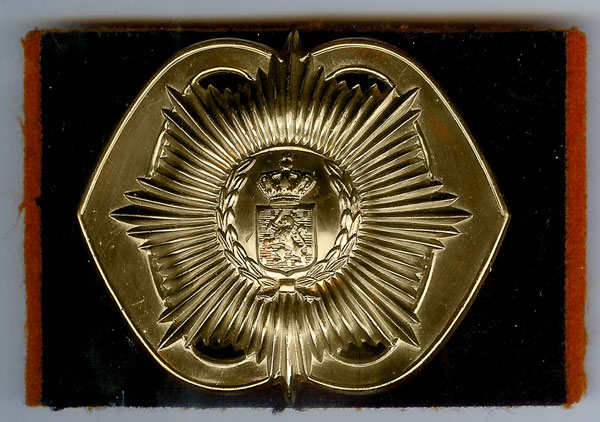
Het huidige baretembleem

Alle Infanterie Beveiligings Compagnieën (afgekort IBC's) maakten deel uit van het vroegere Landmacht Regiment van Heutsz. Vanaf 1960 tot het begin van de jaren 90 was er mede door de Koude Oorlog een grote behoefte aan breed inzetbare bewakingseenheden met infanterie-achtergrond. In deze periode veranderde de opleiding en de uitrusting radicaal en de oude bewakingseenheid veranderde in de nieuwe Infanterie Beveiligings Compagnie (IBC).

## Vernoeming
Alle Infanterie Beveiligings Compagnieën (afgekort IBC's) maakten deel uit van het vroegere Regiment van Heutsz (later het Regiment Infanterie Oranje Gelderland vanaf 1989). Dit regiment is genoemd naar de 1851 geboren Johannes Benedictus van Heutsz. Als 2e Luitenant werd hij in 1873 bij het uitbreken van de Atjehoorlog op eigen verzoek overgeplaatst naar Nederlands-Indië. Hij werd ernstig gewond en voor zijn dapper gedrag bij gevechtsacties verdiende hij in 1875 de Militaire Willems-Orde (MWO) 4e klas. In 1897 ontving hij na nieuwe heldendaden de MWO 3e klas. In zijn verdere militaire carrière bracht hij het in 1898 tot generaal-majoor, en in 1901 tot luitenant-generaal en werden hem de onderscheidingen Ridder van de Nederlandse Leeuw, Commandeur der MWO en Grootkruis MWO verleend. In 1924 overleed hij in het Zwitserse Montreux. Van Heutsz werd al tijdens zijn leven, maar vooral na zijn dood bekritiseerd om zijn harde optreden in Atjeh dat vele duizenden mensen het leven kostte. Het Van Heutzsmonument werd om deze reden een aantal jaar terug ontdaan van de naam en de beeltenis van de generaal.

## Geschiedenis
In 1950 werd het administratieve Regiment van Heutsz opgericht als de Nederlandse inbreng van infanterietroepen de Koreaanse Oorlog. De eenheid nam aan diverse gevechtsacties deel. Bij wijze van rust kreeg de eenheid na de acties zijn eerste bewakingstaak; de bewaking van krijgsgevangen Noord-Koreaanse militairen. Hierna werd weer aan gevechtsacties deelgenomen waarbij de eenheid opviel door zijn onverschrokkenheid. Na het einde van de Koreaanse Oorlog keerde de eenheid naar Nederland terug.
Na de terugkeer was de Koninklijke Landmacht nog volop in de naoorlogse opbouw. Als dank werd de naam Van Heutsz toegekend aan een van de zeven opgerichte infanterieregimenten. Bij reorganisaties werd enkele jaren later het gehele bewakingskorps opgeheven en ondergebracht in het Regiment van Heutsz. De opgerichte bewakingseenheden hadden de opeenvolgende nummering van 1 t/m 15 en hun oude baretembleem met een kemphaan leverde hen de spotnaam 'kippeneukers' op. Omdat dit de goede naam van het regiment schade toebracht werd dit embleem later gewijzigd. Eenheden behorend tot het Regiment van Heutsz werden vooral belast met 24-uursbeveiligingstaken op en rond allerlei militaire complexen en waren hierdoor niet erg populair.

## Alle Infanterie Beveiligings Compagnieën
- 420 IBC Oranje Nassaukazerne, Amsterdam (oprichting 1955- opheffing 1998)
- 420 IBC Verhuist naar Ripperdakazerne, Haarlem (1989 -1994)
- 421 IBC Schiphol, Haarlemmermeer (oprichting 1955- opheffing 1964)
- 422 IBC Schefferkamp, de Lier (oprichting 1955- opheffing 1994)
- 423 IBC Doelenkazerne, Leiden (oprichting 1955- opheffing 1964)
- 424 IBC Kromhoutkazerne, Utrecht (oprichting 1955- opheffing 1996)
- 425 IBC Tonnetkazerne, ’ t Harde (oprichting 1955- opheffing 1993)
- 426 IBC Oranjekazerne, Schaarsbergen (oprichting 1955- opheffing 1996)
- 427 IBC Menno van Coehoornkazerne, Arnhem (oprichting 1955- opheffing 1964)
- 428 IBC Detmerskazerne, Eefde (oprichting 1955- opheffing 1996)
- 429 IBC Barakkenkamp, Hooghalen (oprichting 1955- opheffing 1993)
- 430 IBC Legerplaats de Wittenberg, Garderen (oprichting 1955- opheffing 1964)
- 431 IBC de Ruyter van Stevenickkazerne, Oirschot (oprichting 1955- opheffing 1996)
- 433 IBC Trip van Zoudtlandtkazerne, Breda (oprichting 1955- opheffing 1997)
- 434 IBC Johannes Postkazerne, Havelte (oprichting 1955- opheffing 1993)
- 435 IBC Kwartier Cortemarck, Büren (W-Duitsl) (oprichting 1963- opheffing 1990)
- 436 IBC Mobilisatiecomplex Voorthuizen (volledig mobilisabel)
- 437 IBC Mobilisatiecomplex Voorthuizen (volledig mobilisabel)
- 444 IBC Legerplaats Crailo, Laren (oprichting 1985- opheffing 1994)
- 446 IBC Winkelmankazerne, Nunspeet (oprichting 1985- opheffing 1996)
- 448 IBC Detmerskazerne, Eefde (oprichting 1986- opheffing 1996)
- 449 IBC Johan Willem Frisokazerne, Assen (oprichting 1986- opheffing 1998)
- 451 IBC de Bonskazerne, Grave (oprichting 1986- opheffing 1997)
- 525 IBC Oranjekazerne, Schaarsbergen

## Inzet IBC ‘mobiel’ en ‘zwaar’
Vanaf 1960 tot het begin van de jaren 90 van de 20e eeuw was er mede door de Koude Oorlog een grote behoefte aan breed inzetbare bewakingseenheden met infanterie-achtergrond. De opleiding en de uitrusting veranderde radicaal en de oude bewakingseenheid veranderde in de nieuwe Infanterie Beveiligings Compagnie (IBC). De IBC's werden opgenomen binnen de toenmalige organisatie van het 1e Legerkorps. Dit parate legerkorps viel deels onder de NAVO en had in oorlogstijd als opdracht het verdedigen van de Noord-Duitse Laagvlakte.
Vanwege het mobiele optreden tijdens patrouilles kregen de IBC's allen de toevoeging ‘mobiel’. Enkele IBC's kregen ook de toevoeging ‘zwaar’. Dit betekende dat de eenheid was voorzien van een mortiergroep en was belast met de inrichting en beveiliging van vitale objecten. In de jaren 70 van de 20e eeuw waren 425, 434 en 435 IBC modern uitgeruste eenheden. Ze waren binnen het 1e Legerkorps ook als eerste met de in die tijd beste wapens uitgerust, de FN FAL en de FN MAG.
Vanaf 1960 tot begin jaren 90 van de 20e eeuw waren deze drie IBC's belast met de bewaking van enkele artillerie-eenheden voorzien van de MGR-1 Honest John-raket, de M110-houwitser en de MGM-52 Lance-raket. Hoewel het Ministerie van Defensie dit nooit heeft bevestigd of ontkend, werd aangenomen dat deze eenheden in tijden van spanning met atoomwapens waren uitgerust die ook op hun locaties waren opgeslagen.
425 IBC uit 't Harde was van 1960 tot 1989 belast met de beveiliging van W33-granaten voor de M110-houwitsers en van 1960 tot 1978 de beveiliging van Honest John-koppen van 119 Afdeling Veldartillerie (119AfdVA). Deze waren opgeslagen in de Special Ammunition Storage (SAS) Doornspijk.
434 IBC uit Havelte was van 1960 tot 1978 belast met de beveiliging van Honest John koppen van 109AfdVA en van 1978 tot 1993 met de beveiliging van Lance-koppen van 129AfdVA. Deze waren opgeslagen in de SAS Darp.
435 IBC' uit Büren (West-Duitsland) was samen met het Belgische 13e Artillerie Bataljon van 1963 tot 1993 belast met de beveiliging van de NAVO SAS Stockerbusch.
Bovengenoemde 3 eenheden behaalden zeer goede resultaten tijdens nationale en internationale inspecties en sportdagen.
Alle overige IBC's hadden bewakingstaken in en op kazernes, mobilisatiecomplexen en communicatie-objecten.
De opleiding was begin jaren 70 van vorige eeuw van Schoonhoven naar de Isabellakazerne in 's-Hertogenbosch verhuisd. In deze periode stonden de IBC's tamelijk negatief bekend door de vele incidenten met dienstplichtig personeel tijdens de SAS-bewaking (sitewacht) en in het uitgaansleven. Later veranderde dit door de verandering naar een beroepsleger en door de behaalde resultaten tijdens (inter)nationale inspecties.
Geschat wordt dat in de periode vanaf 1960 tot begin jaren 90 van de 20e eeuw ongeveer 200.000 tot 300.000 man als dienstplichtige bij een van de IBC's waren ingelijfd. In de jaren 70 en 80 bestond het Regiment van Heutsz voornamelijk uit de IBC's en het 48e Pantser Infanterie Bataljon uit 's-Hertogenbosch.

## Uitfasering, reorganisatie, heroprichting
Begin jaren 90 viel de druk van het Warschaupact weg. Mede omdat de Amerikaandse landmacht zijn special ammunition storages ontmantelde verdween de noodzaak van de IBC's. Rond 1994 waren de meeste al afgestoten naar andere regimenten, onder andere Oranje Gelderland. Het Regiment van Heutsz maakte een herstart, die resulteerde in de oprichting van 12 Infanteriebataljon Air Assault. Deze eenheid, die deel uitmaakt van 11 Luchtmobiele Brigade, is gelegerd in de Oranjekazerne te Schaarsbergen en heeft alle tradities van het oude Regiment van Heutsz overgenomen.

## Stichting Benteng
De belangen van alle militairen van het Regiment van Heutsz worden blijvend vertegenwoordigd door de Stichting Benteng. De Stichting Benteng functioneert ten behoeve van de regimentscommandant en beoogt een overkoepelende organisatie te zijn voor alle Van Heutszorganisaties, ook die voortgekomen zijn uit de Nederlands-Indische (Koninklijk Nederlands Indisch Leger) en de Koreaanse (Vereniging Oud Korea Strijders) perioden, alsmede uit de VN-missies die uitgevoerd zijn door het Regiment van Heutsz. De Stichting kent enige, reeds langer bestaande, organisaties (aangesloten geledingen) die zich aangesloten hebben bij Benteng:
- De Vereniging Veteranen van het Regiment van Heutsz (VVRvH)
- De Vereniging Oud Korea Strijders (VOKS)
- De Vereniging Officieren van het Regiment van Heutsz (VORvH)
- De Vereniging Onderofficieren van het Regiment van Heutsz (VOORvH)
- Vereniging Traditie Regiment van Heutsz
- De Stichting Benteng kent geen individuele leden of donateurs. Indien men zich wenst aan te sluiten op individuele basis is dit mogelijk, naar categorie, bij de aangesloten geledingen; bijv (oud-)officieren bij de VORvH. (oud-)onderofficieren bij de VOORvH en overigen bij de Stichting Ouwe Stomp.

Het is ook mogelijk om aan te sluiten bij reeds langer bestaande organisaties die voortgekomen zijn uit Van Heutszeenheden of VN-missies. Voorbeelden hiervan zijn de Stichting Ouwestomp, voortgekomen uit een reünie van (oud-)militairen die gediend hebben bij het 48e Pantser Infanterie Bataljon.Stichting Ouwe Stomp is opgegaan in een VOC te Den Bosch en de Vereniging Traditie Regiment van Heutsz.SFOR-6 is een organisatie van veteranen die gediend hebben bij SFOR-6 onder het vaandel van Van Heutsz. Voorwaarde voor aansluiting bij de Stichting Benteng is dat een dergelijke organisatie rechtpseroonlijkheid heeft (vereniging of stichting met Statuten en ingeschreven bij een Kamer van Koophandel).